# Мелартин, Эрик Габриель
Э́рик Габриель Ме́лартин (1780—1847) — богослов, ректор Императорского Александровского университета (1828—1829), глава Евангелическо-лютеранской церкви Финляндии (1833—1847).

## Биография
Учился в средней школе в Порвоо. Окончил курс теологии в Королевской академии Або. Преподавател в средней школе (с 1805). Получил должность профессора теологии в Императорской академии Або (1812), занимал должность профессора догматики (с 1828) и ректора Императорского Александровского университета (1828—1829).
В 1833 году он был избран главой Евангелическо-лютеранской церкви Финляндии и занимал эту должность до своей смерти (1847).
Melartin был членом двух школьного комитета, которые действуют 1810—1830 годов. Он был членом Комитета, подготавливающего отделение школы от церкви и системы, но это предложение не было реализовано. Принимал участие в создании Финского литературного общества и был его первым президентом (1831—1833).